# Anopheles levicastilloi
Anopheles levicastilloi este o specie de țânțari din genul Anopheles, descrisă de Levi-castillo în anul 1944.
Este endemică în Ecuador. Conform Catalogue of Life specia Anopheles levicastilloi nu are subspecii cunoscute.